# Vol Northwest Orient Airlines 6231
Le 1er décembre 1974, un Boeing 727-200 effectuant le vol Northwest Orient Airlines 6231, un vol de convoyage, affrété par Northwest Orient Airlines, ayant décollé de l'aéroport international de New York - John-F.-Kennedy, et à destination de l'aéroport international de Buffalo-Niagara, dans l'État de New York, pour récupérer l'équipe de football professionnelle des Baltimore Colts, s'est écrasé dans le parc d'État de Harriman, près de Stony Point, dans l'État de New York. Les trois membres d'équipage, seules personnes présentent à bord, ont tous péri dans l'accident.

## Avion et équipage
L'appareil impliqué, un Boeing 727-251, immatriculé N274US, était certifié et entretenu conformément aux réglementations et exigences de la Federal Aviation Administration (FAA) au moment de l'accident.
On dénombre seulement trois membres d'équipage à bord de l'avion :
- Le commandant de bord, John B. Lagorio, 35 ans, travaille pour Northwest Orient Airlines depuis près de 9 ans. Il compte un peu moins de 7 500 heures de vol, avec un peu moins de 2 000 heures de vol sur Boeing 727.

- Le copilote, Walter A. Zadra, 32 ans, travaille pour Northwest depuis près de 7 ans. Il cumule environ 4 700 heures de vol, dont les deux tiers en tant que mécanicien navigant. Son expérience de vol sur Boeing 727 est d'environ 1 250 heures, mais seulement 46 heures en tant que copilote, les autres ayant été effectuer en tant que mécanicien navigant.

- Le mécanicien navigant, James F. Cox, 33 ans, travaille pour la compagnie aérienne depuis près de 6 ans et totalise 1 600 heures de vol, toute effectuées sur Boeing 727.

## Enquête
L'enquête révèle que la cause probable de cet accident est la perte de contrôle de l'avion, causée par le fait que l'équipage n'a pas reconnu et corrigé l'angle d'attaque élevé de l'avion, le décrochage à basse vitesse et la descente incontrôlée de l'avion vers le sol. 
Le décrochage a pour origine la mauvaise réaction de l'équipage à des indications erronées de vitesse, qui sont le résultat de l'obstruction des sondes Pitot par le givrage atmosphérique présent dans la région.
Contrairement aux procédures opérationnelles standard, les pilotes n'ont pas activé le système de dégivrage des sondes Pitot avant le décollage, ce qui a permis à la glace de boucher l'entrée des sondes, qui ont alors transmises des valeurs de vitesse erronées.